# Station Huta Czechy
Station Huta Czechy is een spoorwegstation in de Poolse plaats Huta Czechy.